# Tüßling
Tüßling est une commune de Bavière (Allemagne), située dans l'arrondissement d'Altötting.

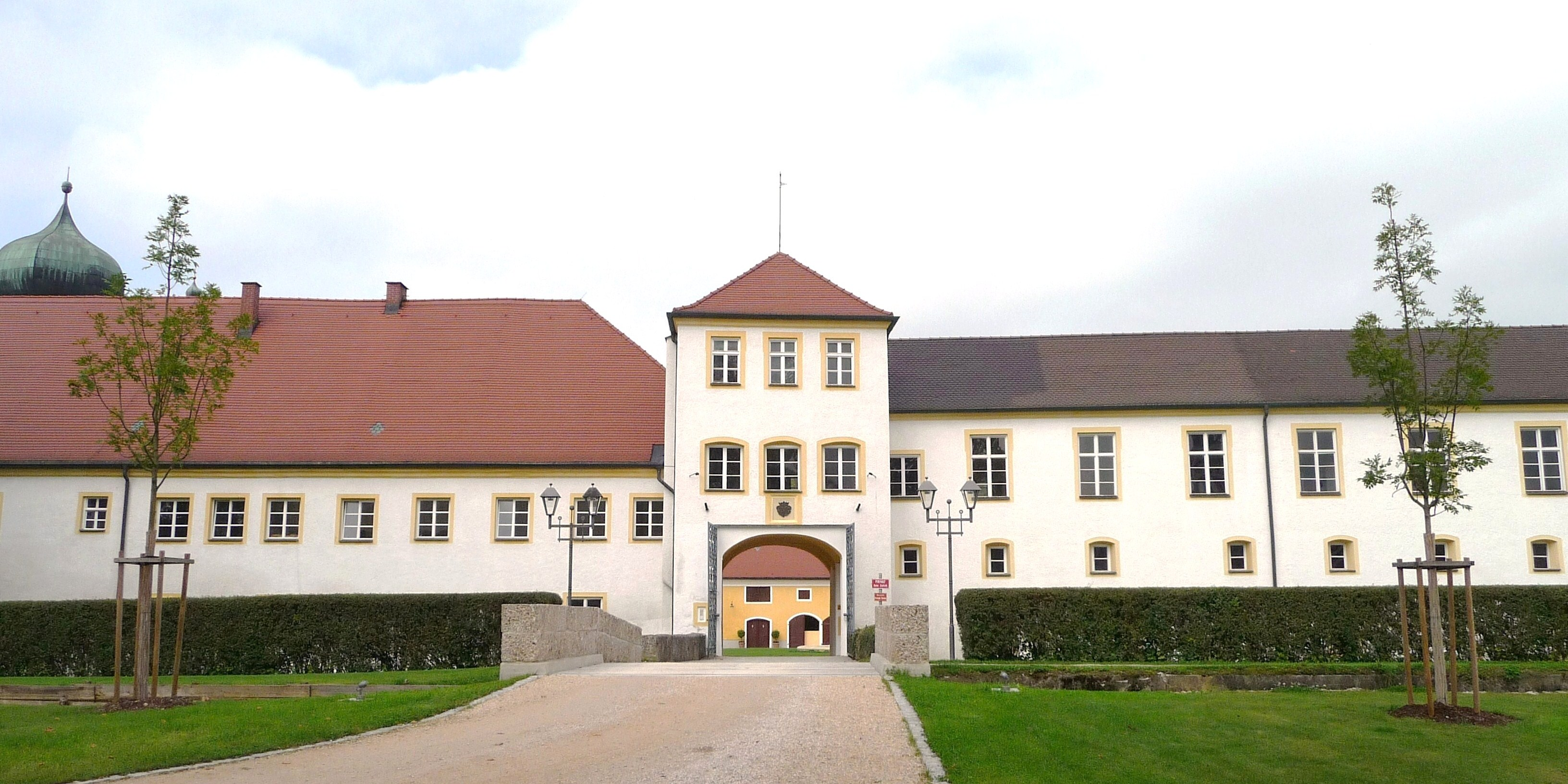
La cour intérieure du château de Tüßling

Le village possède un château intéressant construit entre 1581 et 1583.

## Personnalités liées à la ville
- Aloys Pichler (1833-1874), écrivain né à Burgkirchen am Wald.
- Josef Kammhuber (1896-1986), général né à Tüßling.